# The Den
The Den, abans anomenat New Den Stadium, és un estadi de futbol a Londres, en la zona industrial del sud-est de Londres. Es troba a menys de 500 metres de l'emplaçament de l'antic The Den. La zona en què està construït, abans es trobaven cases, una església i un parc s'anomenava Senegal Fields. Té una capacitat per a 20.146 persones, totes elles assegudes i és el sisè estadi que utilitza com a local el Millwall FC.

## Història
The Den va ser el primer estadi que es va construir després de l'Informe Taylor, rere la Tragèdia de Hillsborough. Va ser dissenyat pensant en el maneig de les masses, facilitant les evacuacions i fent-les curtes i ràpides. El nou Den es va construir perquè el president del Millwall FC considerava inviable la reforma de l'antic estadi per eliminar les places de peu, fent tot la capacitat assegut. La idea original era de tindre una capacitat d'entre 25.000 i 30.000 places, però el club no es va permetre el cost, havent de recórrer a un estadi més xicotet.
Es va inaugurar el 4 d'agost de 1993, en un partit amistós entre el Millwall FC i el Sporting de Lisboa, que acabà amb un 1-2 favorable als portuguesos. The Den fou el primer estadi per a un equip professional construït a Londres des de 1937.

## Graderies
El 20 de gener de 2011, la grada de l'est va ser batejada com Dockers Stand (Grada dels Estibadors), fent un tribut a un important grup dins de la massa social del club. La grada sud es diu Cold Blow Lane Stand, que és el nom de la carretera que porta al vell Den. La grada Nord és per als visitants i en la grada de l'oest es troba una zona per als familiars dels jugadors, la premsa i la directiva.

## Mitjana d'assistència
| The Championship - 2010/11: 12.438 | League One - 2009/10 10,835 - 2008/09: 8.940 - 2007/08: 8.669 - 2006/07: 9.452 | The Championship - 2005/06: 9.529 - 2004/05: 11.656 | Football League First Division - 2003/04: 10.500 - 2002/03: 8.512 - 2001/02: 13.380 | Football League Second Division - 2000/01: 11.442 - 1999/00: 9.463 - 1998/99: 6.958 - 1997/98: 7.022 - 1996/97: 7.753 | Football League First Division - 1995/96: 9.559 - 1994/95: 7.687 - 1993/94: 10.100 |

## Altres esdeveniments
En 1994 va tenir lloc a l'estadi una lluita de boxa entre Michael Bentt i Herbie Hide. L'1 de maig de 2006 s'hi va disputar la final de la FA Cup femenina entre l'Arsenal i el Leeds United, que van guanyar les primeres per 5-0. A més, s'han jugat dos partits internacionals: Ghana 1–1 Senegal (21 d'agost de 2007) i Jamaica 0–0 Nigèria (11 de febrer de 2009).
També s'han disputat partits benèfics a l'estadi.